# Bukdo-myeon
Bukdo-myeon (koreanska: 북도면) är en socken i landskommunen Ongjin-gun i provinsen Incheon i Sydkorea, 50 km väster om huvudstaden Seoul.
Den centrala delen av Bukdo-myeon utgörs av tre öar som har broförbindelse med varandra; Sindo, Sido och Modo. Socknen består därtill av ön Jangbongdo och ett antal mindre kringliggande öar.